# 莫爾黑德鎮區 (北卡羅萊納州吉爾福德縣)
莫爾黑德鎮區（英語：Morehead Township）是位於美國北卡羅萊納州吉爾福德縣的一個鎮區。

## 地方資料
莫爾黑德鎮區的面積為199.68平方千米，皆為陸地。根據2020年美國人口普查的數據，當地共有人口207857人，而人口密度為每平方千米1,040.95人。